# جامعة العلامة الطباطبائي
جامعة العلامة الطباطبائي (بالفارسية: دانشگاه علامه طباطبائی) هي جامعة إيرانية عامة متخصصة في العلوم الإنسانية والاجتماعية، تضم 15624 طالبا و 122 كلية. الجامعة هي تحت سيادة وزارة العلوم و الأبحاث و التكنولوجيا الإيرانية ، و سميت بهذا الاسم على شرف الفيلسوف الإيراني محمد حسين الطباطبائي.

## روابط خارجية
- الموقع الرسمي